# Håikejauratj
Håikejauratj är en sjö i Arjeplogs kommun i Lappland och ingår i Umeälvens huvudavrinningsområde. Sjön har en area på 0,102 kvadratkilometer och ligger 1 036,1 meter över havet.

## Delavrinningsområde
Håikejauratj ingår i det delavrinningsområde (736363-151274) som SMHI kallar för Ovan Glibbojåkkå. Medelhöjden är 857 meter över havet och ytan är 51,25 kvadratkilometer. Räknas de 10 avrinningsområdena uppströms in blir den ackumulerade arean 351,76 kvadratkilometer. Laisälven som avvattnar avrinningsområdet har biflödesordning 3, vilket innebär att vattnet flödar genom totalt 3 vattendrag innan det når havet efter 473 kilometer. Avrinningsområdet består mestadels av skog (34 procent) och kalfjäll (61 procent). Avrinningsområdet har 0,1 kvadratkilometer vattenytor vilket ger det en sjöprocent på 0,2 procent.